# Serge Titeux
Pas d'image ? Cliquez ici

a Compétitions nationales et continentales officielles uniquement.

b Matchs officiels uniquement.
Serge Titeux, né le 21 octobre 1960 à Carpentras, est un joueur de rugby à XIII dans les années 1970, 1980 et 1990 évoluant au poste de pilier ou de deuxième ligne.
Formé au club d'Entraigues où il fait ses débuts en Championnat de France, Serge Titeux rejoint le club du Pontet avec lequel il domine le rugby à XIII français dans les années 1980 remportant deux titres de Championnat de France en 1986 et 1988 ainsi que deux titres de Coupe de France en 1986 et 1988 sous la houlette de Marius Frattini et des coéquipiers tels que Christian Maccali, José Giné, Marc Palanques, Thierry Bernabé, Denis Bergé et Patrick Rocci.
Repéré dès son jeune âge, il est convoqué en équipe de France cadet aux côtés Bernard Guasch, puis connaît par la suite dix sélections en équipe de France entre 1985 et 1987 prenant part à la Coupe du monde 1985-1988 et affrontant les meilleurs sélections mondiales de l'époque telles que l'Australie, la Grande-Bretagne et la Nouvelle-Zélande.

## Biographie
Serge Titeux a été formé au club d'Entraigues et connaît des sélections en équipe de France cadet en 1976 aux côtés de Bernard Guasch
Son épouse a été la dirigeante du club de basket de Carpentras. L'un de ses fils, Ludovic, est joueur  à Avignon et arbitre de rugby à XIII.

## Palmarès
- Collectif :
  - Vainqueur du Championnat de France : 1986 et 1988 (Le Pontet).
  - Vainqueur de la Coupe de France : 1986 et 1988 (Le Pontet).
  - Finaliste du Championnat de France : 1985, 1987 et 1989 (Le Pontet).
  - Finaliste de la Coupe de France : 1989 (Le Pontet) et 1992 (Carpentras).

### Détails en sélection
| 1.  | 1er mars 1985    | Grande-Bretagne  | 4-50  | Test-match     | Remplaçant     | - | - | - | - |
| 2.  | 17 mai 1985      | Grande-Bretagne  | 24-16 | Test-match     | Pilier         | - | - | - | - |
| 3.  | 24 novembre 1985 | Nouvelle-Zélande | 0-22  | Test-match     | Pilier         | - | - | - | - |
| 4.  | 7 décembre 1985  | Nouvelle-Zélande | 0-22  | Coupe du monde | Pilier         | - | - | - | - |
| 5.  | 16 février 1986  | Grande-Bretagne  | 10-10 | Coupe du monde | Pilier         | - | - | - | - |
| 6.  | 1er mars 1986    | Grande-Bretagne  | 10-24 | Test-match     | Pilier         | - | - | - | - |
| 7.  | 30 novembre 1986 | Australie        | 2-44  | Test-match     | Deuxième ligne | - | - | - | - |
| 8.  | 13 décembre 1986 | Australie        | 0-52  | Coupe du monde | Pilier         | - | - | - | - |
| 9.  | 24 janvier 1987  | Grande-Bretagne  | 4-52  | Coupe du monde | Remplaçant     | - | - | - | - |
| 10. | 2 décembre 1990  | Australie        | 4-60  | Test-match     | Pilier         | - | - | - | - |

#### En club
| Saison    | Saison     | Championnat           | Championnat | Championnat | Championnat | Championnat | Championnat | Championnat |
| Saison    | Saison     | Compétition           | M           | Pts         | Ess.        | Buts        | Dp.         |             |
| --------- | ---------- | --------------------- | ----------- | ----------- | ----------- | ----------- | ----------- | ----------- |
| 1979-1980 | Entraigues | Championnat de France | ?           | -           | -           | -           | -           |             |
| 1980-1981 | Entraigues | Championnat de France | ?           | -           | -           | -           | -           |             |
| 1981-1982 | Entraigues | Championnat de France | ?           | -           | -           | -           | -           |             |
| 1982-1983 | Le Pontet  | Championnat de France | ?           | -           | -           | -           | -           |             |
| 1983-1984 | Le Pontet  | Championnat de France | ?           | -           | -           | -           | -           |             |
| 1984-1985 | Le Pontet  | Championnat de France | ?           | -           | -           | -           | -           |             |
| 1985-1986 | Le Pontet  | Championnat de France | ?           | -           | -           | -           | -           |             |
| 1986-1987 | Le Pontet  | Championnat de France | ?           | -           | -           | -           | -           |             |
| 1987-1988 | Le Pontet  | Championnat de France | ?           | -           | -           | -           | -           |             |
| 1988-1989 | Le Pontet  | Championnat de France | ?           | -           | -           | -           | -           |             |
| 1989-1990 | Avignon    | Championnat de France | ?           | -           | -           | -           | -           |             |
| 1990-1991 | Avignon    | Championnat de France | ?           | -           | -           | -           | -           |             |
| 1991-1992 | Carpentras | Championnat de France | ?           | -           | -           | -           | -           |             |